# Мба (город)
Мба (фидж. Ba) — город на Фиджи.

## География
Город Мба расположен на острове Вити-Леву, в 37 км от города Лаутока и в 62 км от города Нанди. Омывается водами реки Мба.

## История
Поселение Мба получило статус города в 1939 году. Управлением ведает городской совет, возглавляемый мэром.

## Население
Согласно переписи населения 2007 года, в городе проживало 6775 человек. Этнический состав Мба многонациональный: в нём проживают как фиджийцы и индийцы, составляющие большинство населения Фиджи, так и небольшая группа иностранцев.

## Экономика
Город является центром сельскохозяйственного региона. Основная отрасль промышленности — пищевая (прежде всего, производство сахара из сахарного тростника).